# Kurubara Karenahalli, Ramanagara
Kurubara Karenahalli là một làng thuộc tehsil Ramanagara, huyện Ramanagara, bang Karnataka, Ấn Độ.